# Litoria electrica
Litoria electrica (tên tiếng Anh: Buzzing Tree Frog) là một loài ếch thuộc họ Pelodryadidae.
Đây là loài đặc hữu của Úc.
Môi trường sống tự nhiên của chúng là rừng ôn đới, đầm nước nhiệt đới hoặc cận nhiệt đới, đầm lầy, hồ nước ngọt có nước theo mùa, đầm nước ngọt có nước theo mùa, và các vùng đô thị.